# مطار فضولي الدولي
مطار فضولي الدولي هو مطار يخدم مدينة فضولي (مدينة)، أذربيجان. أفتتح في 26 أكتوبر 2021 وبلغت تكلفة إنشائه حوالي 44 مليون دولار.